# Lotnisko w Gubinie
Lotnisko w Gubinie – nieistniejące już lotnisko w dawnym Guben (Gubinie).
21 lipca 1912  nad łąkami Sprucker Wiesen w zachodniej części miasta odbyły się pierwsze pokazy lotnicze. Jednak dopiero w 1927 postanowiono rozpocząć budowę lotniska, którą ukończono w 1929. Znajdowało się ono na północ od linii kolejowej do Krosna (Odrzańskiego) i po prawej stronie drogi do Żytowania. W latach 1929–1930 funkcjonowały już pierwsze regularne połączenia pasażerskie ze Szczecinem, Dreznem i Norymbergą z międzylądowaniem we Frankfurcie nad Odrą. Pas startowy usytuowany był tak, że Samoloty startowały w kierunku wsi Gros-Breesen. Do lądowania podchodzono z kierunku Drzeńska Małego. 24 lipca 1929 uruchomiono komunikację pocztową na linii Cottbus-Guben-Frankfurt nad Odrą-Szczecin. Do 1934 na lotnisku lądowały już samoloty z całych Niemiec.
W 1935 na terenie lotniska powstała szkoła pilotów wojskowych. Szkolono radiooperatorów i personel latający innych specjalności. Na lotnisku stacjonowały wówczas samoloty: Bucker Bu 131 „Jungmann”, Arado 96 i Focke-Wulf FW 58 „Weihe”. W kampanii wrześniowej z lotniska startowały samoloty, w tym transportowe w czasie napaści na Polskę. W styczniu i lutym 1945 z lotniska w Gubinie startowały samoloty do walk o miasto.
Po obiektach na lotnisku pozostało niewiele śladów świetności lotniska – jedynie resztki wyposażenia pasów startowych i budynków w północnej części płyty lotniska. Dalej na północ, przy leśnej drodze widoczne są pozostałości fundamentów małych budynków. Od 1951 teren przejęło wojsko i przeznaczyło go na plac ćwiczeń 73 pułku czołgów i 2 br. W 2003 po zniesieniu garnizonu Agencja Mienia Wojskowego sprzedała teren lotniska prywatnemu właścicielowi.
Koordynaty: 51.991810,14.732691